# La Oliva
La Oliva è un comune spagnolo di 25 199 abitanti (dato rilevato dall'ultimo censimento ufficiale 2006) situato nella comunità autonoma delle Canarie, sull'isola di Fuerteventura.

## Galleria d'immagini

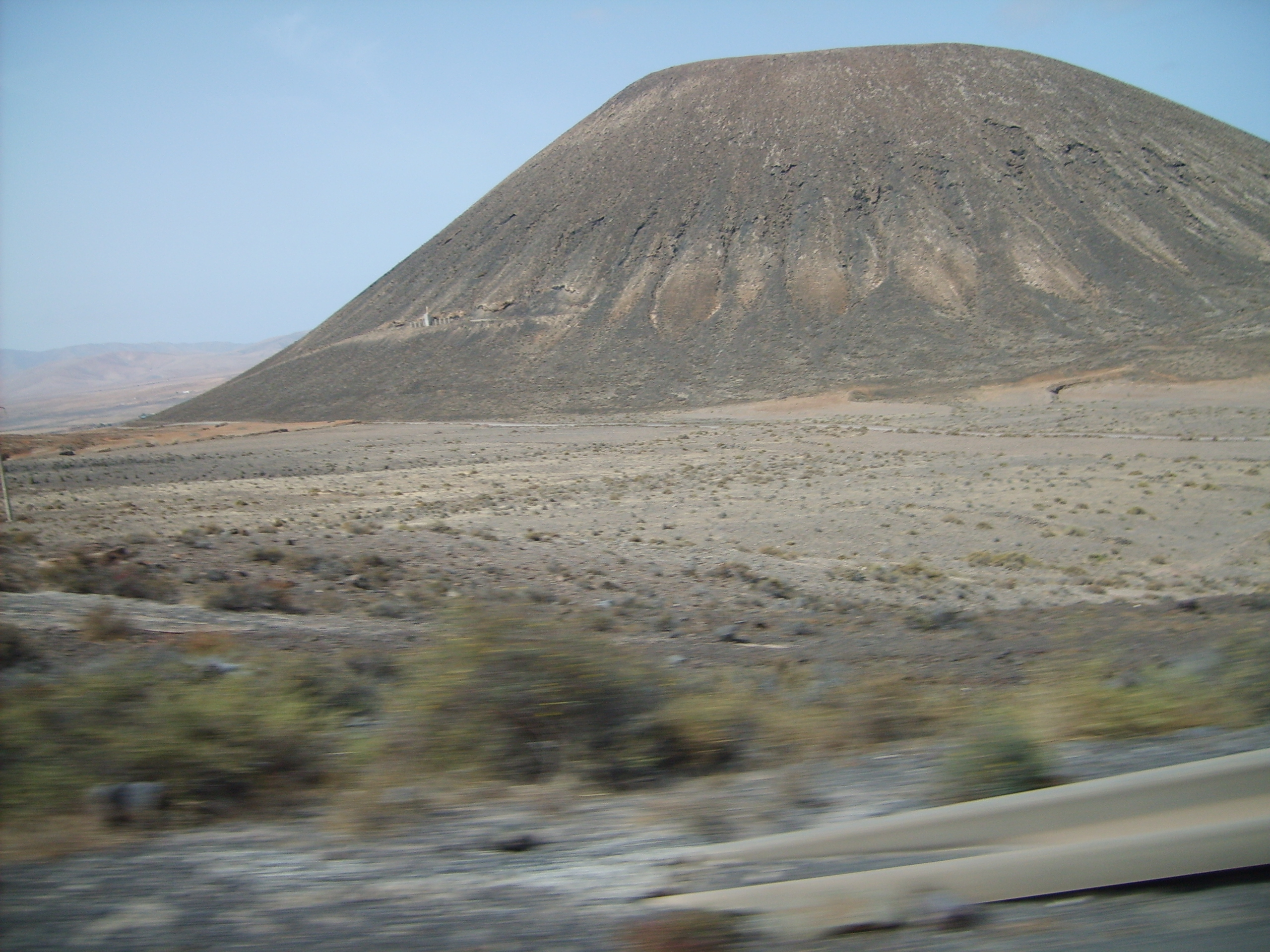
"Montaña Quemada" Canyon
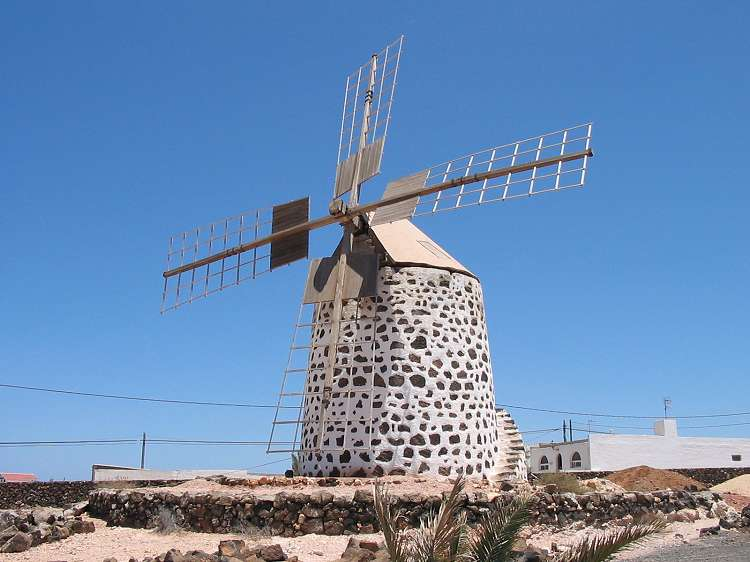
Un mulino a vento in pietra vicino alla spiaggia di La Oliva
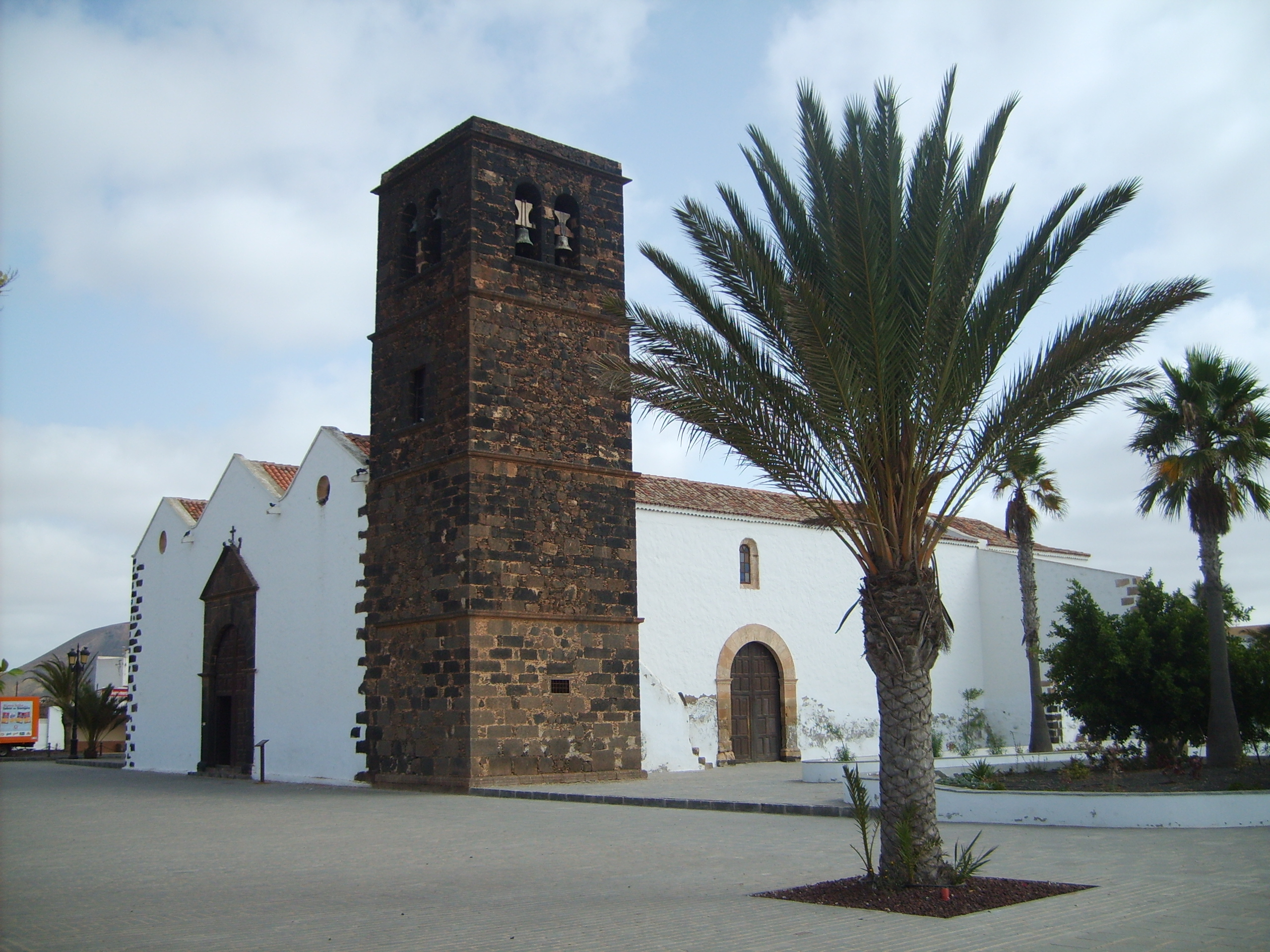
Chiesa di Nostra Signora di La Candelaria
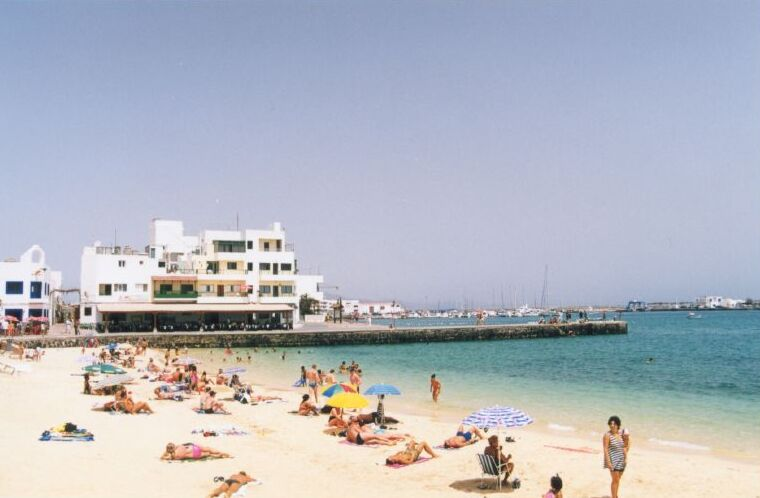
Corralejo beach
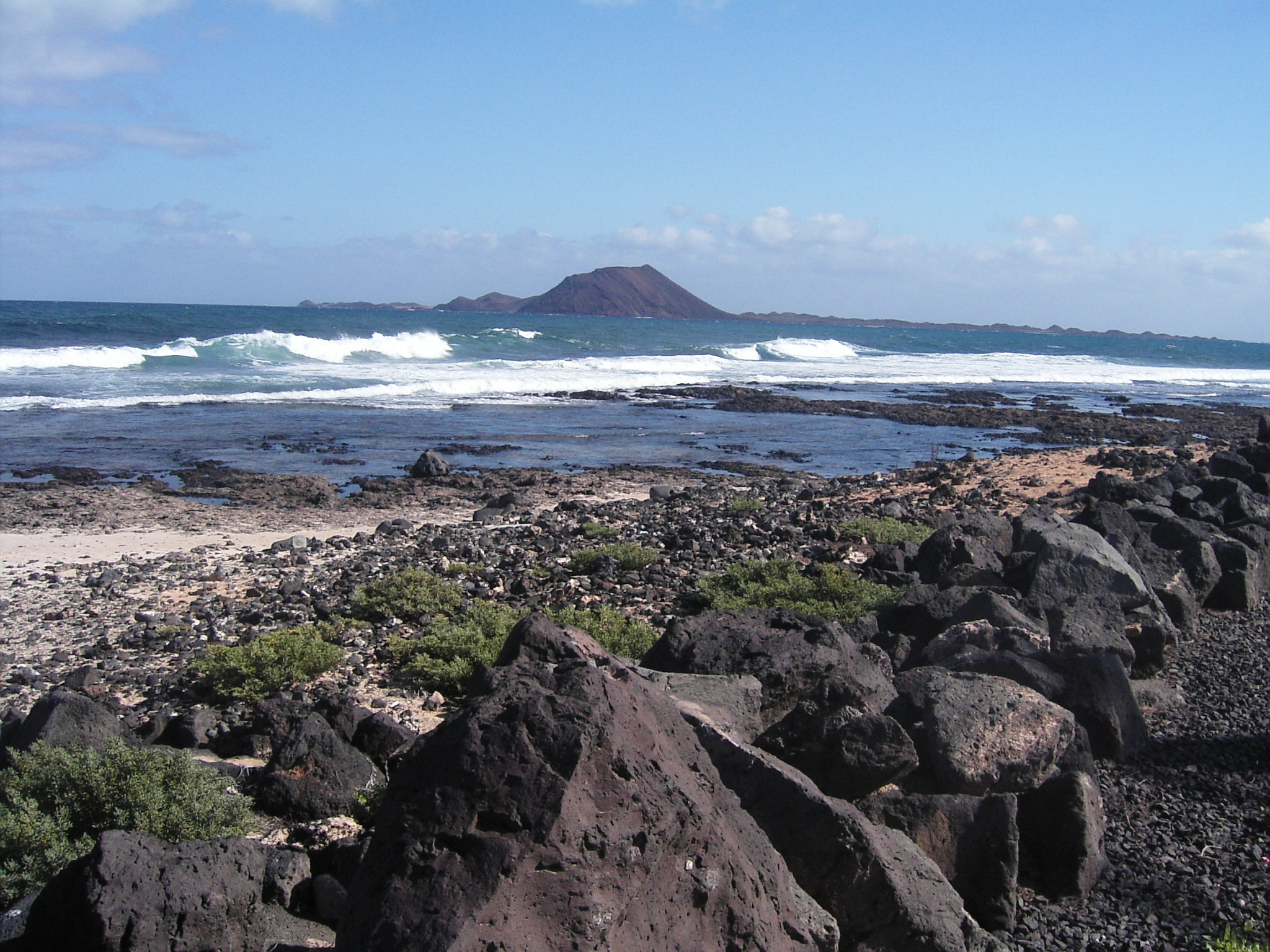
Los Lobos Island